# Eksistensminimum
Eksistensminimum betegner det absolutte mindstemål af midler, som dækker en persons livsfornødenheder. Når man alene tænker på de fysiske behov, drejer det sig om ilt, vand, føde, tøj og bolig samt i visse egne også brændsel. Dertil kommer før eller siden midler til afhjælpning af sygdom og ulykker.

## Afgrænsning
Ganske som det forholder sig med definitionen af fattigdom, sådan er også afgrænsningen af eksistensminimum relativ og betinget af lokale, kulturbestemte forhold. Eksistensminimum kan derfor anses for at være det beløb, som en person må have for at skaffe sig "passende livsvilkår". Dvs. at det skal dække mad, tøj, bolig og varme samt udgifter til hjemmeboende børn under 18 år og et minimum af indbo (f.eks. svarende til det, som ikke kan fjernes af kongens foged ved en udpantning). Derimod betragtes f.eks. kontingenter, rejser, gaver og bil som "luksus".

## Ekspertgruppen om fattigdomsgrænse
Ekspertgruppen med økonomiprofessor og tidligere overvismand Torben M. Andersen i spidsen, der i 2013 skrev en analyserapport med anbefalinger til en dansk fattigdomsgrænse, refererer et minimumsbudget, som afspejler et "nødvendigt og beskedent forbrug i forhold til aktiv deltagelse i samfundet". Minimumsbudgettets størrelse afhænger af den pågældende families sammensætning, men udgør generelt set omkring halvdelen af et såkaldt standardbudget, som igen angiver et forbrug, der "er almindeligt i forhold til aktiv deltagelse i samfundet, og som er bredt accepteret i befolkningen". Mens standardbudgettet for en enlig 30-49-årig person uden børn udgjorde knap 10.000 kr. om måneden i 2011, udgjorde minimumsbudgettet således ca. 5.000 kr.

## Sociokulturelt eksistensminimum
I Tyskland sker fastsættelsen af den ydelse, som svarer til kontanthjælp, på baggrund af det såkaldte sociokulturelle eksistensminimum. Dette defineres som det nødvendige eksistensminimum, hvor der er taget hensyn til både fysiske behov og behov for social og kulturel deltagelse..